# Jean-Louis Vaulezard

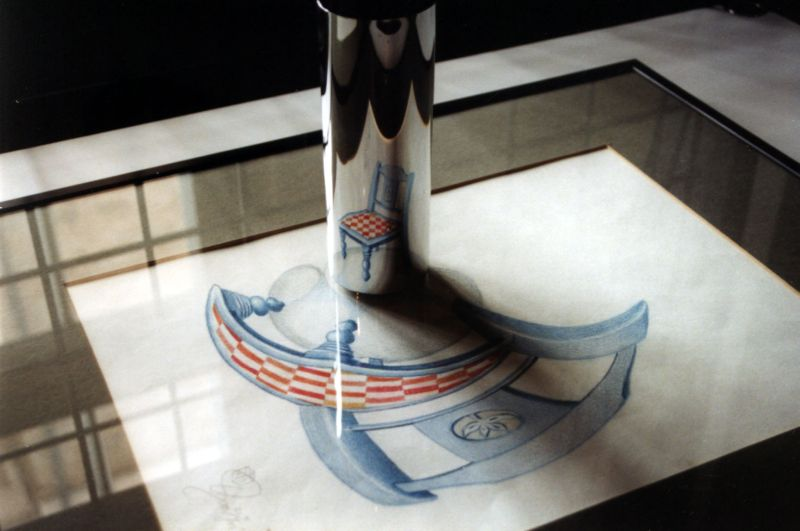
Anamorphose à miroir.

Le Sieur de Vaulezard, sans doute Jean Louis, est un géomètre français, d'origine probable du Perche, ayant publié entre 1630 et 1644, des traités fameux à l'époque, portant sur la perspective, la théorie des anamorphoses cylindrique et conique et la gnomonique. Il est connu pour avoir été un des premiers traducteurs de François Viète dont on ne sait s'il fut l'élève.

## Œuvres
- 1630, Introduction en l'art analytic ou algèbre nouvelle, traduite en notre langue et commentée par I.L. Sieur de Vau-Lezard, mathématicien. Paris, Jacquin, in 12, 79 p,
- 1630, Mis en françois, commentez et augmentez des exemples du poristique, & exegetique parties restantes de l'analitique. Soit que l'exegetique, soit traitté en nombres ou en lignes. Par I. L. sieur de Vaulezard ; Auteur François Viète. Imprimé chez Julian Jacquin imprimeur-libraire, 219 p.
- 1630, Perspective cilindrique et conique, concave et convexe ou traité des apparences vueus par le moyen des miroirs, Paris.
- 1631, Abrégé ou racourcy de la perspective par l'imitation. Par I. L. de Vaulezard. Réédition en 1633[1].
- 1640,  Traicté ou usage du quadrant analématique, par lequel avec l'ayde de la lumière du soleil, on trouve en un instant sans ayguille aymantée la ligne méridienne. La Description des horloges solaires et la plupart des phœnomènes appartenant au soleil. Par le sieur de Vaulezard,... Paris : au Globe céleste.
- 1644, Traitté de l'origine, demonstration, construction & usage du quadrant analematique, par lequel avec l'ayde de la lumiere du soleil, on trouve en un instant sans aiguile aimantée la ligne meridienne. La description des horloges solaires, & la plupart des phœnomenes appartenant au soleil.Plus le moyen de construire un horloge solaire par le moyen de trois ombres du soleil en un mesme jour...  Par le sieur de Vaulezard, Paris : J. Le Brun, au Globe céleste.

## Importance de ces travaux
Jacques Aleaume et Vaulezard ont été en concurrence avec Desargues pour l'établissement des lois de l'épure et les premières définitions de la perspective. On sait que Jean de Beaugrand reprocha injustement à Girard Desargues d'avoir pillé Apollonius. Le mathématicien jésuite Dubreuil lui reprocha également d'avoir pillé Vaulezard. Cela semble très exagéré. En l'occurrence, Desargues se serait plutôt inspiré de Jacques Aleaume. Toutefois les ouvrages d'Aleaume étaient très confidentiels.
Le Sieur de Vaulezard s'est davantage préoccupé d'anamorphoses. Il semble qu'il ait imaginé des spectacles - dans des grottes, écrit-il - où se reflèterait, comme en des lanternes magiques le spectacle éclairé de quelque anamorphose. Ailleurs, il imagine transformer l'architecture existante par des architectures peintes selon l'art de la perspective. Peu comprise en son temps, son œuvre ne se limite pas à ces prophétiques imaginations :
L'abrégé ou racourcy de la perspective par l'imitation
Ce livre s'ouvre sur une dédicace à Mr Dupuy du Fou, conseiller du roi en la cour de Parlement, il le loue de 
l« a connaissance parfait que ce seigneur avait des sciences et du bon œil qu'il porte à ceux qui en font la profession. » Cette connaissance lui « a fait porté la hardiesse de lui offrir ce petit traité de l'abrégé de la perspective... ». Suit une adresse au lecteur ("Amy lecteur") où l'auteur déclare qu'il a « considéré les grandes difficultés qui se rencontrent journellement en la pratique de la perspective, soit à cause de la quantité des lignes qu'il faut peindre en icelles pour avoir celle qui représente quelque objet proposé, soit à cause de la longueur du temps qu'on emploie à faire telles perspectives, et de la diversité des manières, lesquelles jusqu'à présent, on a peu conciliées... » et se propose de simplifier ces règles. 
Le livre donne un certain nombre de proposition de Géométrie servant à la perspectives, de nombreuses 
définitions élémentaires et un Racourrcy de la perspective par l'imitation. L'auteur s'attache à divers problème dont 
l'art de dessiner les ombres, il donne enfin une déclaration des parties du compas optique, et une ultime partie De la manière de mettre en perspective .... sans se servir des règles de la géométrie. L'essentiel du livre, consistant à donner des règles pour retracer une perspective à partir d'un autre point, en changeant le plan de projection, ne semble pas avoir été d'un réel usage auprès des peintres de l'époque.
L'exemplaire en ligne fournit quelques lignes manuscrites, probablement de la main de l'auteur.
Perspective cylindrique et conique, concave et convexe.
Ce livre est le premier traité donnant une description technique et une explication des anamorphoses. En couverture, un portrait de Louis XIII apparaît sur un cylindre qu'on va projeter sur un plan à l'aide d'un miroir ou des règles données par Vaulezard.
France Borel, dans le peintre et son miroir confirme qu'il s'agit du premier ouvrage systématique sur les anamorphoses à miroir puis ajoute, citant le texte, « l'éléphant de Vouet y est remplacé par un portrait de Louis XIII. Suivent une multitude de schémas avec des trames linéaires des cercles concentriques, des deformations extrêmes... faisant qu'un nez, un bras, une jambe, voire un corps tout entier ne paraissent que comme un filet ».  Enfin, l'auteur précise que les calculs y sont tellement élaborés et complexes qu'ils furent difficilement utilisables par les artistes de l'époque.
Kirsti Andersen, dans The geometry of an art indique que sa vie nous est demeurée inconnue mais laisse voir, pages 413-415, de somptueux instruments et figures utilisés par Le Sieur de Vaulezard.